# Chiesa di Sant'Antonio di Padova (Foggia)
La chiesa di Sant'Antonio da Padova è una chiesa di Foggia.
Fu voluta da monsignor Lenotti il 1º giugno 1966 che l'affidò ai frati minori, fu costruita nella zona periferica sud della città. Il 24 giugno 1972 fu benedetta e posata la prima pietra da padre Angelo Marracino. I lavori finirono il 13 giugno 1979, quando la chiesa fu aperta al culto. La chiesa venne consacrata il 5 maggio 1991 da monsignor Giuseppe Casale. Come si può facilmente notare, lo stile architettonico della chiesa è moderno.
Progettista della chiesa fu l'architetto Davide Pacanowski  che oltre all'architettura esterna curò i disegni degli addobbi marmorei interni.
All'interno si possono ammirare un crocifisso in bronzo opera di padre Guglielmo Schiavina e statue lignee ed in ceramica ad opera dello scultore Enzo Assenza.